# Янгажинский дацан
Янга́жинский даца́н «Даши́ Ширбубули́н» (бур. Янгаажан хийд, Янгаажан дасан) — буддийский монастырь (дацан) школы гелуг на территории сельского поселения «Оронгойское» Иволгинского района Бурятии. Действовал с 1830 по 1938 год. Возрождён в 2017 году.

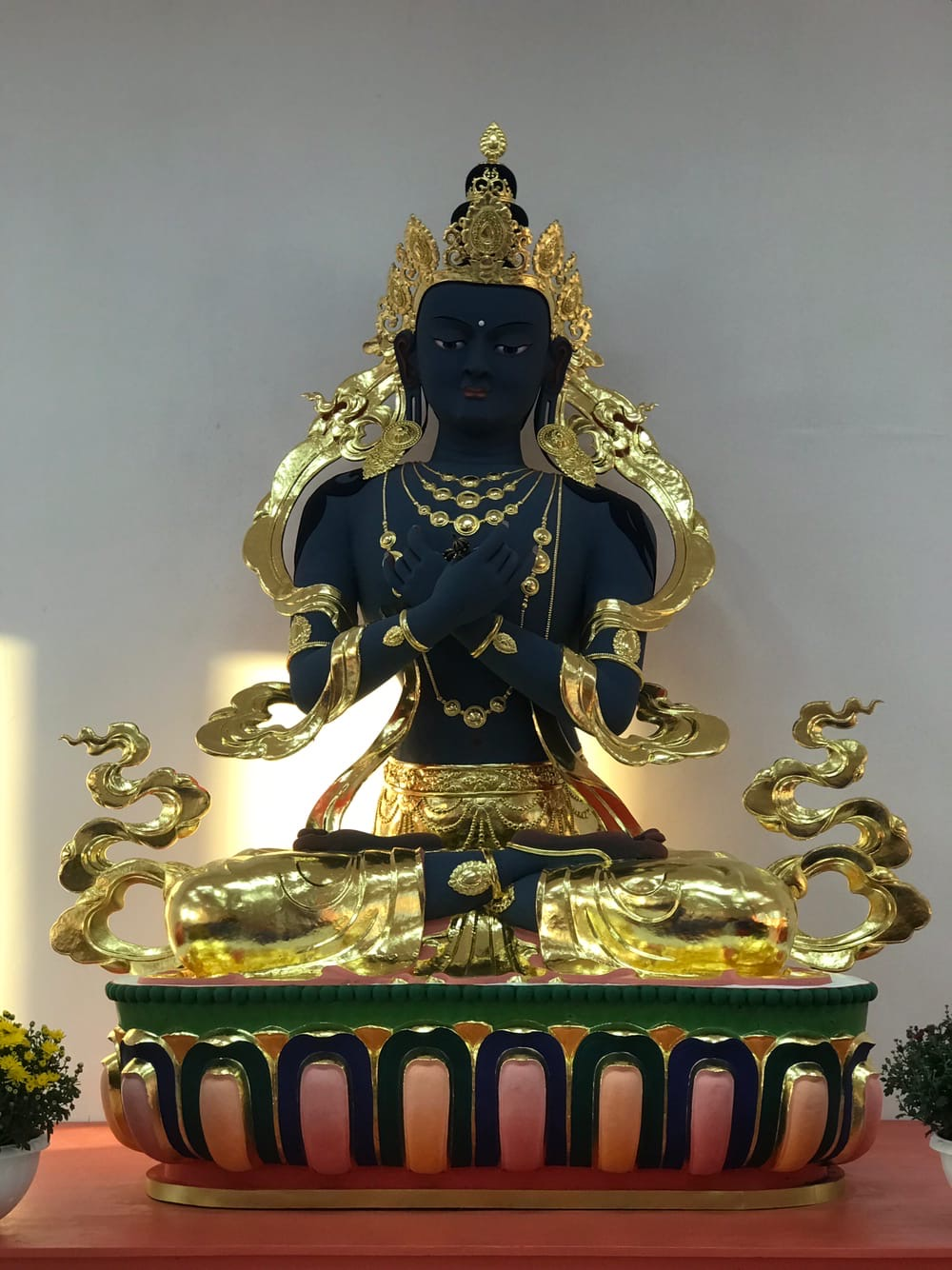
Статуя Будды Ваджрадхары (Очирдара Бурхан)

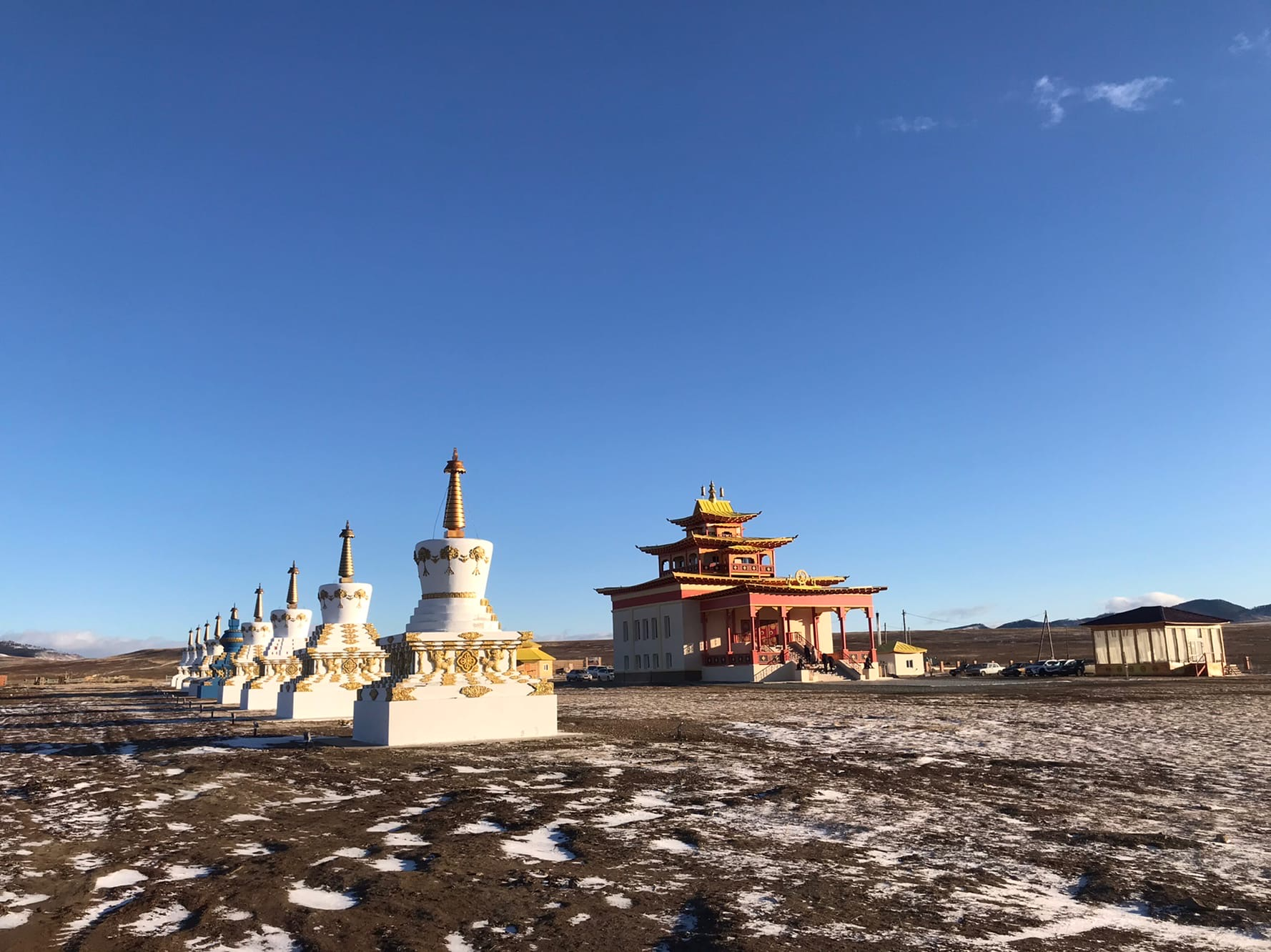
9 ступ Янгажинского дацана

## История
История Янгажинского дацана начинается с 1830 года, когда в урочище Янгажин, у Кяхтинского тракта, в 5 км северо-восточнее современного улуса Оронгой, бурятами шести родов (шаралдай-харанууд, бабай-хурамша, готол-бумал, алагуй из племени булагат, шоно, олзон из племени эхирит) была поставлена войлочная юрта, служившая дуганом. До этого верующие этих шести добайкальских родов с 1745 по 1784 год молились в атаганском Ацайском дацане, когда построили собственный аймачный Загустайский дацан, от которого для северных прихожан и был построен дацан в Янгажине.
Первый деревянный Цогчен-дуган Янгажинского дацана был возведён в 1831 году. Архитектура дугана, в строительстве которого участвовали русские плотники, испытала влияние традиций русского церковного зодчества: здание было возведено по типу пятиглавого православного храма.
В 1868 году Цогчен-дуган прошёл реставрацию.
Помимо дугана на территории дацана к 1832 году были построены 4 сумэ (малые храмы):
- Докшит — посвящённый Защитникам Учения Будды,
- Аюши — посвящённый Будде Долгой Жизни Амитаюсе,
- Гунрик — в честь Будды Вайрочаны,
- Шакьямуни[3].

Сумэ Шакьямуни был разобран и на его месте в 1899 году построили двухэтажное здание Чойра-дугана, в котором разместилась школа цанид (буддийской философии). В 1902 году остальные три сумэ были перестроены и расширены.
С 1903 по 1911 год в Янгажинском дацане служил настоятелем (шэрээтэ-лама) Даши-Доржо Итигэлов, будущий XII Пандито Хамбо-лама. С началом русско-японской войны (1904—1905) прихожане дацана, казаки Янгажинской станицы, отправились на фронт. Шэрээтэ-лама Итигэлов проводил обряды по защите уходящих на войну земляков, вёл большую просветительскую работу среди верующих и мирян. За усердие и верноподанничество шэрээтэ-лама царскими указами был награждён шейной и нагрудной медалями.
При Итигэлове в 1905 году на месте Гунрик-сумэ был построен Дэважин-сумэ в качестве резиденции Далай-ламы XIII Тхуптэн Гьяцо, прибывшего в Ургу в том же году. Его полномочный представитель Агван Доржиев, в то время являвшийся фактически первым министром двора Далай-ламы, планировал пригласить его с визитом в Россию, и по дороге буддийский иерарх должен был остановиться в Янгажинском дацане.
По другим данным, Дэважин сумэ был построен в память о воинах-земляках, погибших во время русско-японской войны. В 1911 году здание сумэ сгорело. В том же году храм восстановили на средства Итигэлова и прихожан.
В 1913 году вместо старого здания главного храма было построено трёхэтажное каменное здание Цогчен-дугана. Строительство велось на пожертвования буддийских священнослужителей и прихожан.
В последующие годы Янгажинский дацан продолжал развиваться и расширяться. В 1917 году открыт Манба-дуган, в которой начали учиться будущие эмчи-ламы (врачи тибетской медицины). В 1918 году построены Дара-Эхэ-сумэ и Дуйнхор-сумэ. В 1923 году построен Джуд-сумэ.
В 1938 году во время сталинских гонений на религию Янгажинский дацан был закрыт. Многие ламы были репрессированы. Дуганы и сумэ были разобраны. В 1940 году жилые дома бывшего дацана были переданы в распоряжение Иволгинского исполкома.

## Современность
В 1970-х годах ламы составили макет Мандалы Гунрик, хранившейся в Янгажинском дацане. В те же года сотрудниками Государственного Эрмитажа отреставрированы буддистские статуи. Сейчас ритуальные предметы и скульптуры божеств находятся в Музее истории Бурятии.
В Иволгинском дацане построен Гунрик-сумэ, полностью соответствующее оригиналу из Янгажинского дацана. Строительство началось в ноябре 2009 года и велось на добровольные пожертвования верующих.
В июле 2017 года методом народной стройки начато возведение нового здания возрождающегося Янгажинского дацана.
19 сентября 2020 года в дацане прошёл первый молебен — освящение единственного в мире Дворца Будды Ваджрадхары (бур. Очирдара Бурханай Ордон). 20 сентября состоялось торжественное открытие.

## Галерея

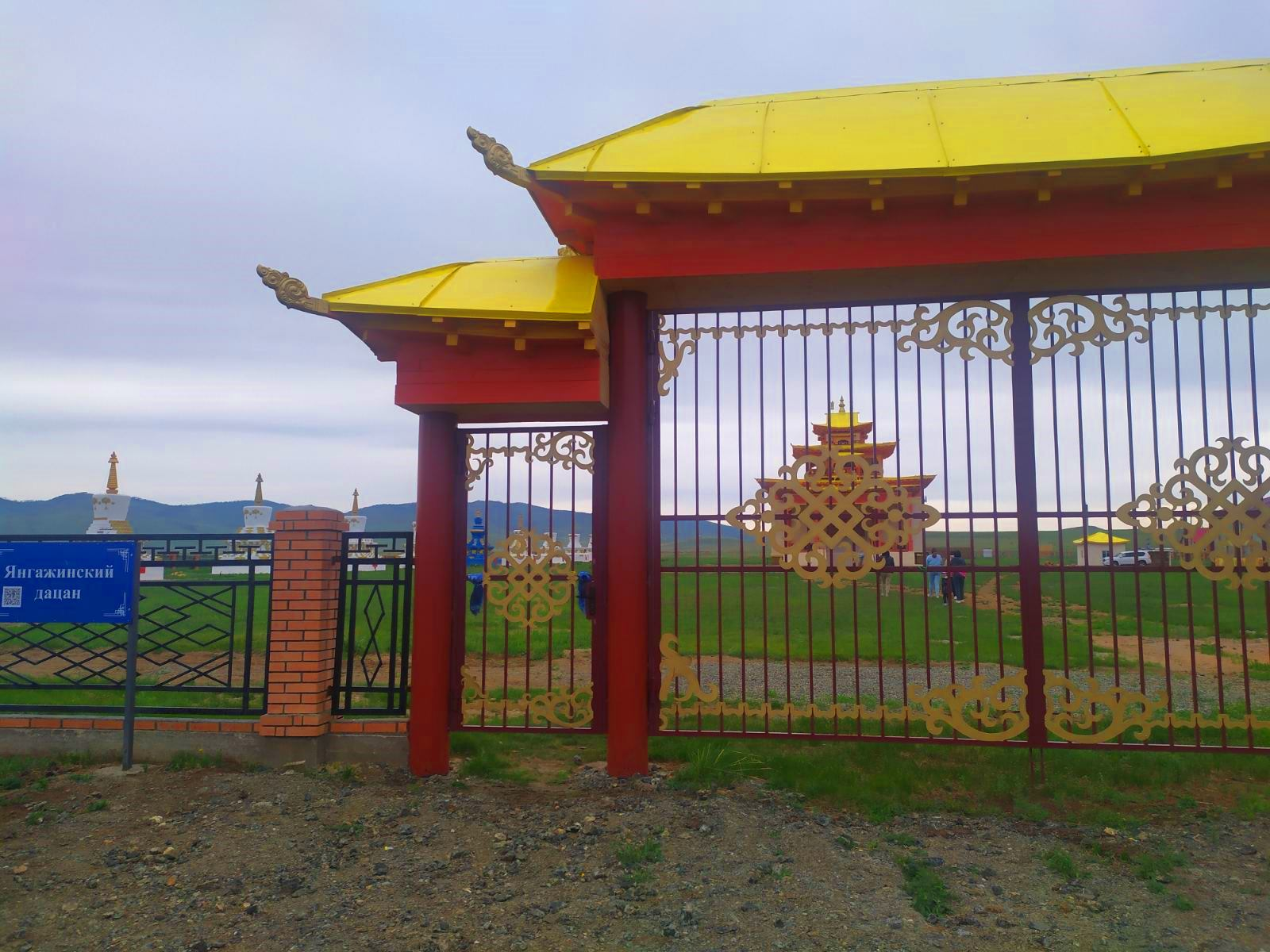
Вход в Янгажинский дацан
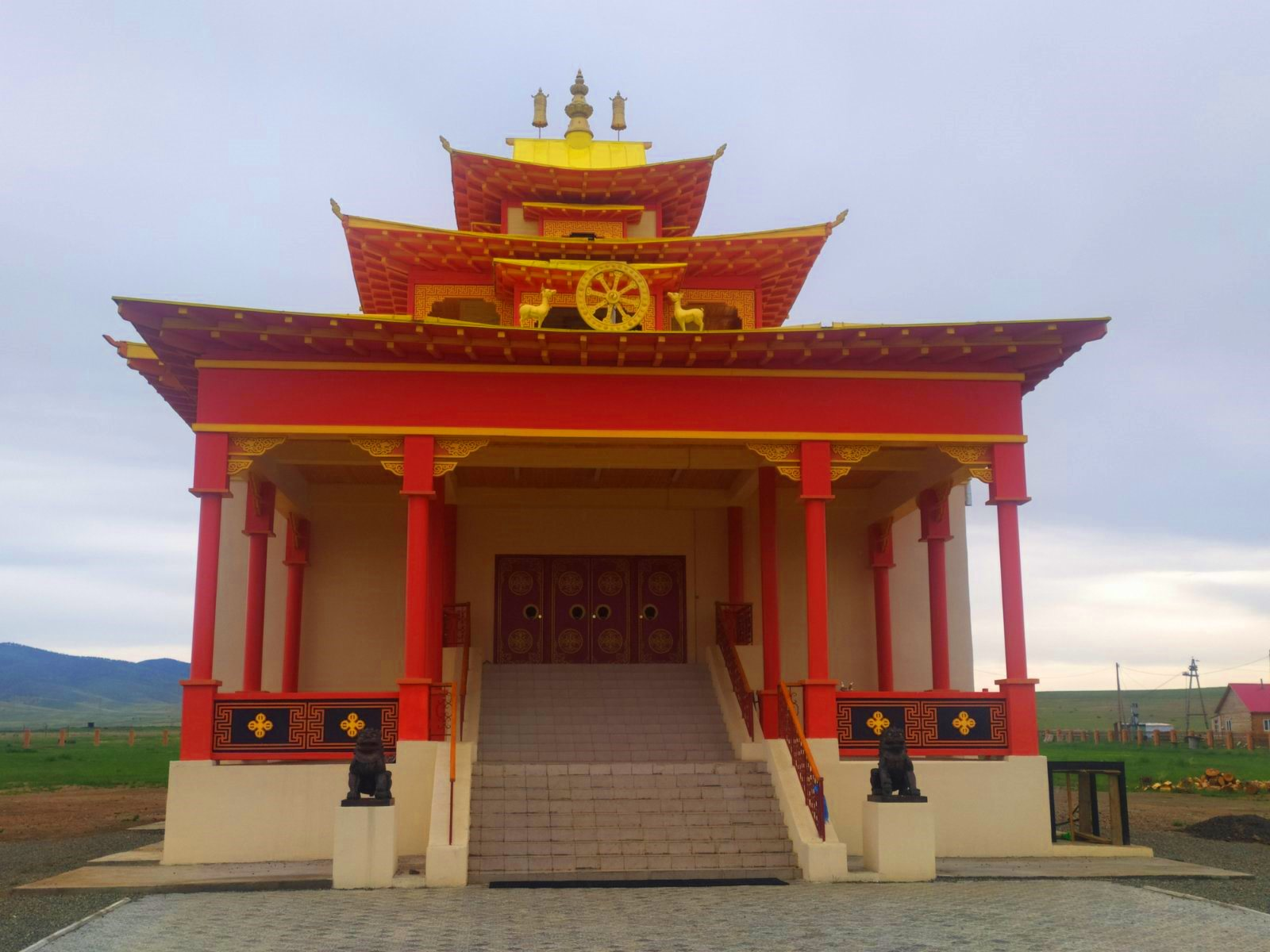
Янгажинский дацан. Июнь 2021 года
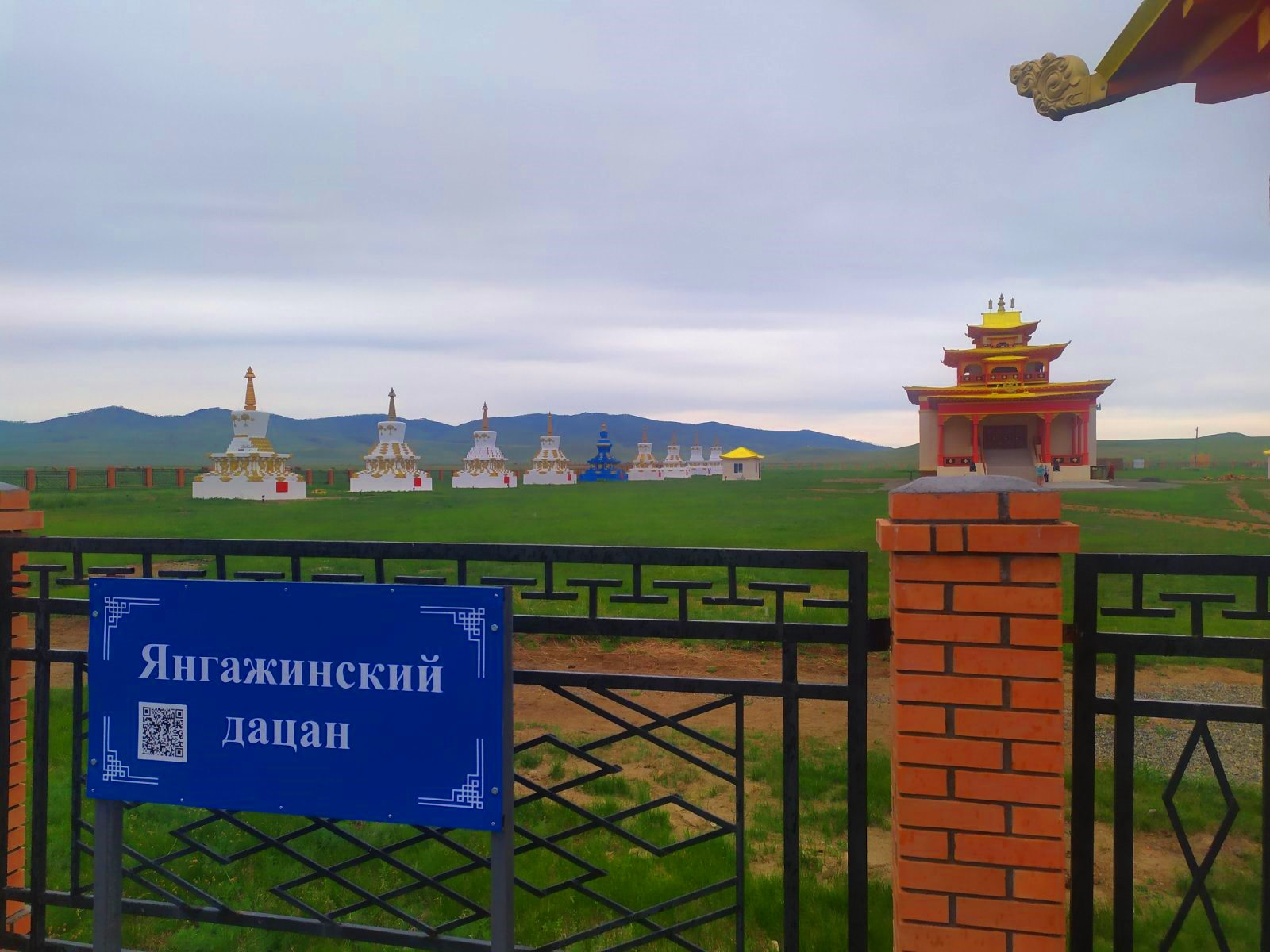
Субурганы дацана
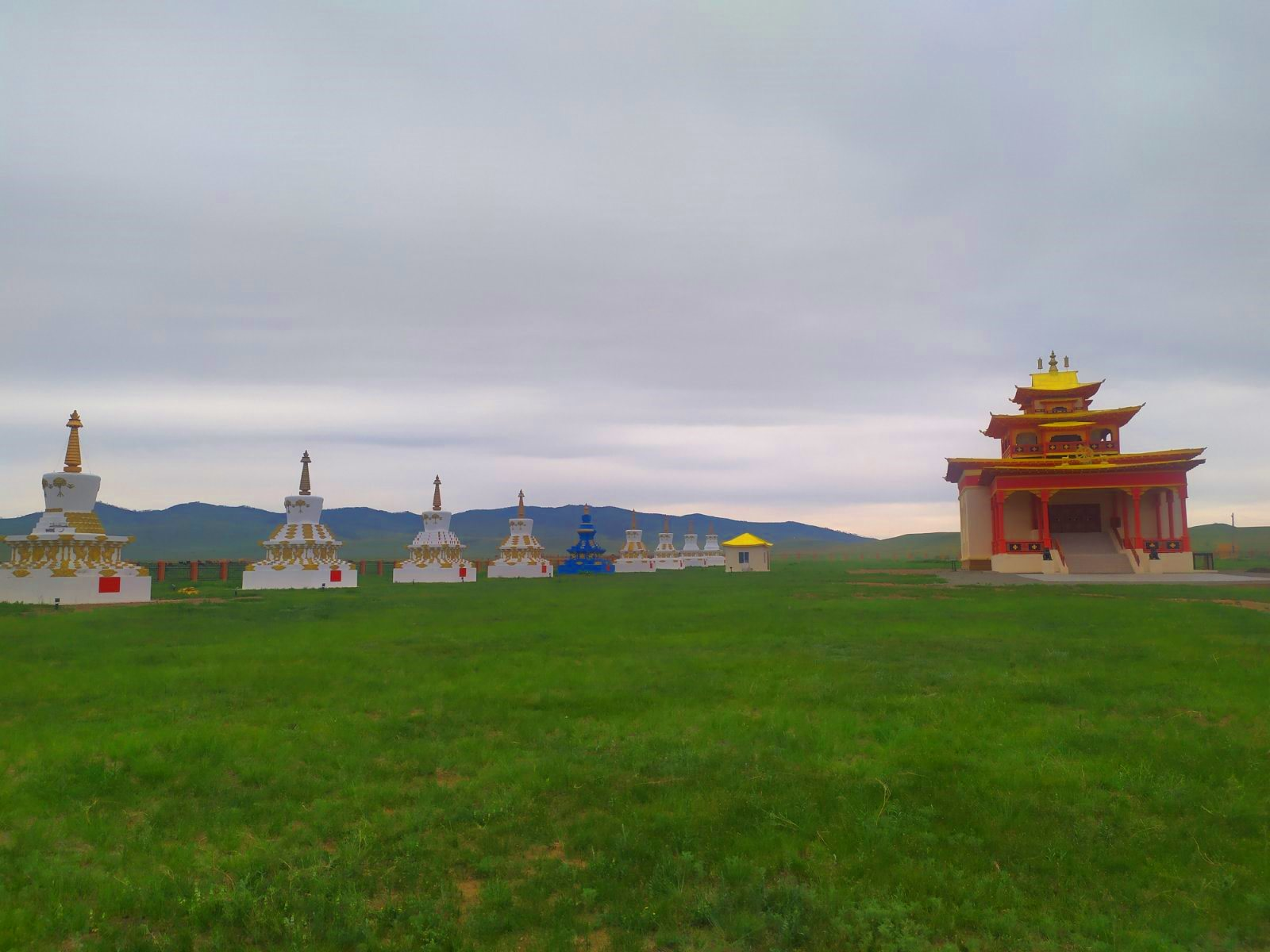
Янгажинский дацан.